# Хесар-е-Торкаман
Хесар-е-Торкаман (перс. حصار ترکمان) — село в Ірані, входить до складу дехестану Торкаман у Центральному бахші шахрестану Урмія провінції Західний Азербайджан.